# Supercoppa del Kosovo 2004
L'11ª edizione della Supercoppa del Kosovo si è svolta il 20 agosto 2004 allo stadio Fadil Vokrri di Pristina tra il Prishtina, vincitore della Superliga e Futbollit të Kosovës 2003-2004, e il Kosova, vincitore della coppa nazionale.
Il Prishtina ha conquistato il trofeo per la quarta volta nella sua storia.

## Tabellino
| Arbitro: | Ferati |

|                                                        |           |  |
| Baliqi 69’ Humolli 87’ Bekteshi 90’ Curri 90+3’ (rig.) | Marcatori |  |